# Lixfeld (westfälisches Uradelsgeschlecht)

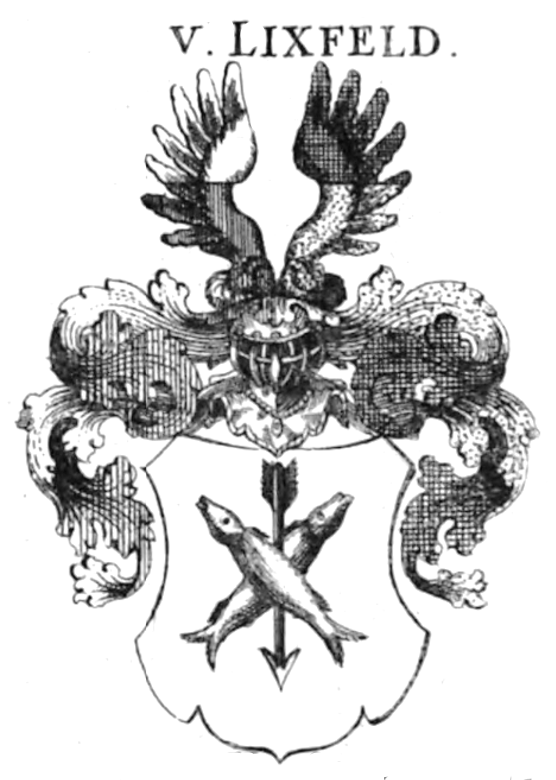
Wappen derer von Lixfeld in Siebmachers Wappenbuch

Lixfeld (auch Lixfeldt o. ä.) ist der Name eines erloschenen westfälischen Uradelsgeschlechts.
Die Familie ist zu unterscheiden von zwei gleichnamigen, aber wappenverschiedenen Geschlechtern, dem hessischen Uradelsgeschlecht Lixfeld und dem westfälischen Briefadelsgeschlecht Lixfeld. Eine Stammesverwandtschaft zwischen dem hessischen und dem westfälischen Uradelsgeschlecht ist urkundlich zwar nicht belegt, wird aber für wahrscheinlich gehalten.

## Geschichte
Das Geschlecht stammt aus der Reichsherrschaft Homburg im heutigen Nordrhein-Westfalen. Dort war Jost von Lixfeld, Erbsaß zu Burg Bieberstein, ab 1570 Amtmann des Grafen zu Sayn-Wittgenstein. Vermählt war er mit Elisabeth von Karthausen, Tochter des Gerlach von Karthausen, wittgensteinischer Amtmann. 1576 erhielt Jost von Lixfeld vom Herzog von Berg die Erlaubnis, das „bergische“ Wasser der Wiehl für die Mühle Biberstein zu nutzen. Jost von Lixfeld und Elisabeth von Karthausen hatten mindestens zwei Söhne und eine Tochter: Albert von Lixfeld, Philipp von Lixfeld und Elisabeth von Lixfeld (1580–1652), die mit Johann(es) Weyerstraß (1570–1646), dominus in Heesfeld, Richter und Bürgermeister zu Wipperfürth, verheiratet war.
Albert von Lixfeld (urkundlich bis 1602) war wie sein Vater Amtmann zu Schloss Homburg und Erbsaß zu Bieberstein. 1606 wurden die nachgelassenen Kinder des Albert von Lixfeld mit Bieberstein belehnt. 1617 war Jost Bernard (August?) Lixfeld, der am 31. Juli 1616 in Krombach Elisabeth Hadem ehelichte, gräflich-wittgensteinischer Amtmann zu Homburg. Die Eheleute hatten eine Tochter namens Elisabeth Lixfeld, die vor 1643 Georg Bilgen heiratete. 1623 wurde Jost Bernard Lixfeld von Georg Graf zu Sayn-Wittgenstein mit Bieberstein belehnt. 1633 verkaufte derselbe Jost Bernard Lixfeld Haus und Gut Bieberstein mit allem Zubehör.
Philipp von Lixfeld erhielt die Burg Sotterbach. Er war verheiratet mit Jacobina von Pampus aus Friedewalde in der Grafschaft Sayn. Die Eheleute hatten zwei Söhne namens Johann und Jost von Lixfeld, die sich beide in Kriegsdienste begaben. Oberstleutnant Johann von Lixfeld kam dadurch ins Erzstift Bremen und ließ sich dort zu Stade und Hohenblöcken in Drochtersen nieder. 1632 verheiratete er sich in erster Ehe mit einer Tochter von Berthold von Offen zum Wolffsbruche. Aus der Ehe stammten u. a. Johann Christian von Lixfeld und Sophia Eva von Lixfeld, die mit Franz Julius Plato, Erbgessenen auf der Hörne im Kirchspiel Balje im Land Kehdingen, verheiratet war. In zweiter Ehe war Johann von Lixfeld mit einer von der Decken verheiratet. Johanns Sohn Johann Christian heiratete 1664 eine Tochter des Rittmeisters Focken zum Wolffsbruche, mit der er vier Söhne hatte: Johann Otto, Philipp Christian, Berthold und Augustin von Lixfeld (1670–1729). 1695 erscheint Johann Christian von Lixfeld bereits als verstorben. Sein Sohn Augustin von Lixfeld war ab 1697 ebenfalls mit einer von der Decken, Margareta Dorothea von der Decken (1665–1748), Tochter des Majors Claus von der Decken zum Stellenfleth und der Dorothea Margaretha von Buchwald, verheiratet.
Darüber hinaus findet sich ein Johann Lixfeld, 1591 Bürger zu Attendorn und verheiratet mit Elsabett Zeppenvelt, 1599 dann Sekretär zu Attendorn, 1603 kurfürstlich-kölnischer Richter zu Valbert, der mit dem Familienwappen siegelte. Im selben Jahr, und noch 1608 war derselbe Gograf und Richter zu Attendorn.

## Wappen
Blasonierung: In Silber zwei ins Andreaskreuz gelegte natürliche Fische, die in der Mitte von einem nach unten gerichteten silbernen Pfeil mit roten Flugfedern durchbohrt werden. Auf dem silbern-rot-golden-schwarz bewulsteten Helm mit rechts rot-silbernen und links schwarz-goldenen Helmdecken ein offener Flug, rechts von Silber und Rot, links von Schwarz und Gold geteilt.
Das Wappen des Geschlechts wurde später in das Wappen des inzwischen ebenfalls erloschenen gleichnamigen westfälischen Briefadelsgeschlechts Lixfeld aufgenommen.

## Sonstiges
Die Grabplatten von Jost von Lixfeld, wittgensteinischer Amtmann, seinem Schwiegervater Gerlach von Karthausen und seinem Sohn Albert von Lixfeld finden sich in der Evangelischen Kirche Marienhagen.